# Garde-Kürassier-Regiment

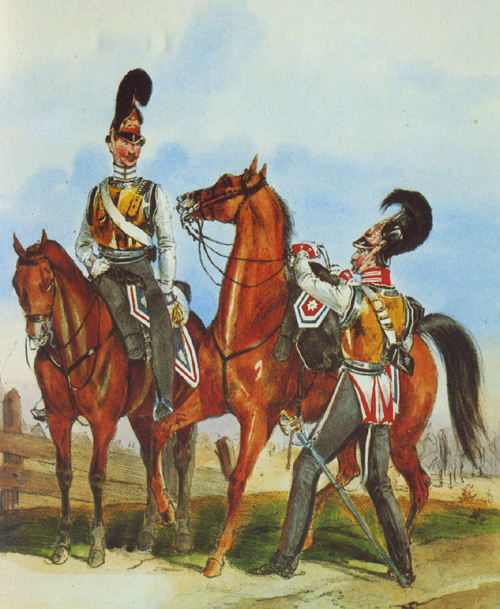
Gardekürassier etwa 1830 (links)

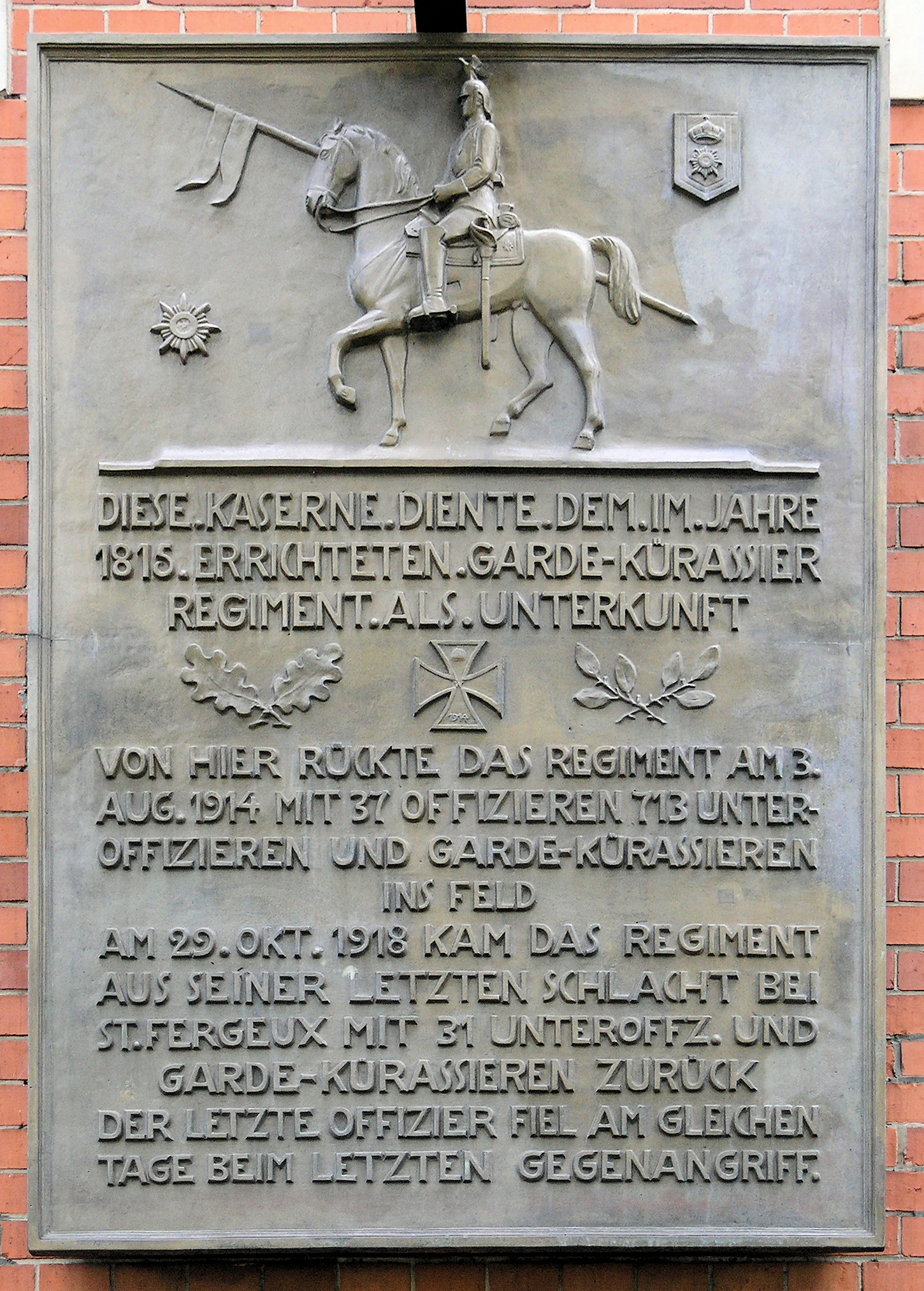
Gedenktafel am Haus Columbiadamm 68, in Berlin-Tempelhof

Kaserne des Garde-Kürassier-Regiments und des Königin Augusta Garde-Grenadier-Regiments Nr. 4 beim Tempelhofer Feld (Stadtplan von 1895) – heute am Columbiadamm

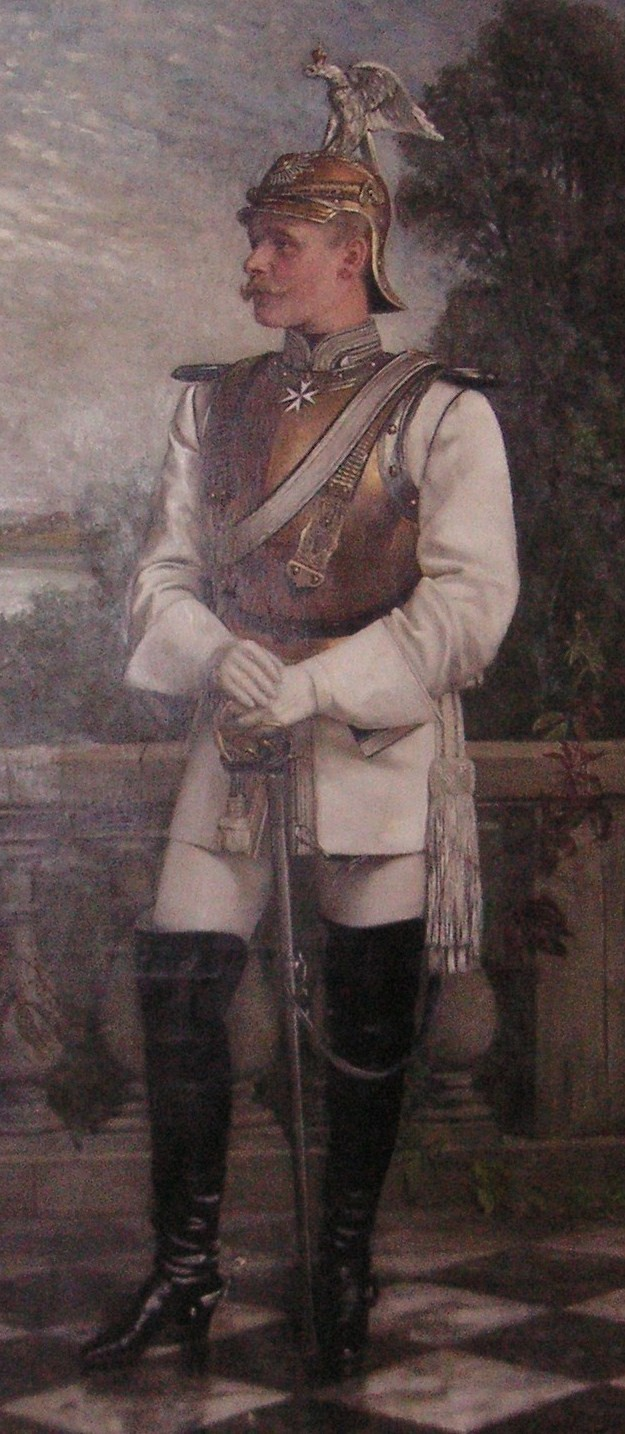
Gardekürassier zur Parade

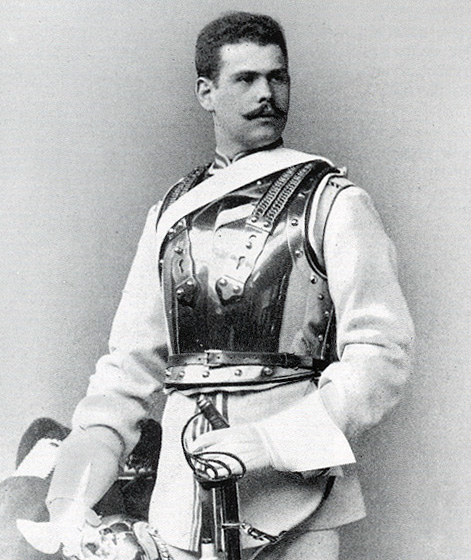
Walter Rathenau im Jahr 1891 als Vizewachtmeister im Garde-Kürassier-Regiment

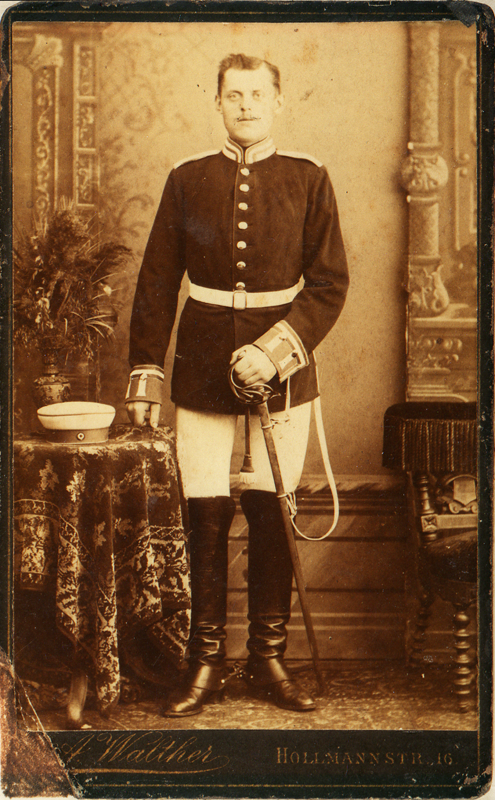
Gardekürassier im dunkelblauen Waffenrock

Das Garde-Kürassier-Regiment war ein Kavallerieverband der Preußischen Armee.

## Geschichte
Am 21. Februar 1815 ordnete König Friedrich Wilhelm III. die Aufstellung des Garde-Ulanen-Regiments aus der Garde-Kosaken-Eskadron sowie zwei Eskadronen des Schlesischen National-Kavallerie-Regiments an. Der Verband wurde 1821 zu Kürassieren umgegliedert und erhielt die Bezeichnung Garde-Kürassier-Regiment. Das Regiment war in Berlin stationiert. 1838 befand sich seine Kaserne in der Feldstraße 39 (heute Alexandrinenstraße Ecke Gitschiner Straße in Berlin-Kreuzberg). Bis zum Beginn des Ersten Weltkriegs bildete es mit dem Regiment der Gardes du Corps die 1. Garde-Kavallerie-Brigade.

### Deutsche Revolution
1848 wurde das Regiment anlässlich der revolutionären Unruhen bei Straßenkämpfen in Berlin eingesetzt.

### Deutsch-Dänischer Krieg
Im Feldzug gegen Dänemark von 1864 erfolgte für das Regiment keine Mobilmachung.

### Deutscher Krieg
Im Krieg gegen den Deutschen Bund 1866 rückte das Regiment nach Böhmen aus. Es hatte in der Schlacht bei Skalitz eine erste Feindberührung und nahm später am Gefecht bei Schweinschädel und an der Schlacht bei Königgrätz teil. Im September kehrte das Regiment nach Berlin zurück.

### Deutsch-Französischer Krieg
Im Krieg 1870/71 gegen Frankreich standen die Garde-Kürassiere in der Schlacht bei St. Privat in der Reserve. Es folgten Gefechte in der Gegend von Sedan und anschließend die Teilnahme an der Schlacht bei Sedan am 1. September 1870. Im folgenden Winter war das Regiment der Belagerungstruppe um Paris zugeteilt und kehrte im Juni 1871 in seine Garnison zurück.

### Erster Weltkrieg
Nach der Mobilmachung erfolgte der Ausmarsch des Regiments am 4. August 1914 durch Luxemburg und Belgien nach Nordfrankreich. Nach der Teilnahme an der Marneschlacht der anschließende Rückzug und bis Dezember 1914 Stellungskämpfe an der Aisne.
Vom Dezember 1914 bis Juli 1915 Einsatz im Grenzschutz an der belgisch-holländischen Grenze. Ab August 1915 Verlegung an die Ostfront, Teilnahme an den offensiven Kämpfen in Russisch-Polen und Galizien. Von Oktober 1915 bis Februar 1918 Stellungskämpfe bei Pinsk und Kowel. Danach Verlegung nach Schlesien, wo das Regiment seinen Kavallerie-Status endgültig verlor und zum Kavallerie-Schützen-Regiment im Verband der Garde-Kavallerie-Schützen-Division umgewandelt wurde. Nach Beendigung der infanteristischen Ausbildung wurden die vormaligen Kürassiere bis zum Kriegsende in den Abwehrkämpfen an der Westfront eingesetzt. Bereits am 10. November 1918 begann der Rückmarsch in die Heimat.

### Verbleib
Am 10. Dezember 1918 zog das Regiment durch das Brandenburger Tor in Berlin ein, wo anschließend die Demobilisierung begann. Zur Niederschlagung der Unruhen in Berlin wurden aus den Resten der Einheit drei Freiwilligen-Eskadronen formiert. Eine davon (Eskadron Bredow) wurde beritten gemacht und kämpfte im Baltikum gegen die polnischen Insurgenten, die beiden anderen wurden in den Straßenkämpfen anlässlich des Spartakusaufstandes in Berlin eingesetzt.
Im September 1919 formte man aus den Resten der Garde-Kürassiere die Brandenburgische-Garde-Kürassier-Eskadron und gliederte sie am 1. November 1919 in das Reichswehr-Reiter-Regiment 3 ein.
Die Tradition übernahm in der Reichswehr durch Erlass des Chefs der Heeresleitung General der Infanterie Hans von Seeckt vom 24. August 1921 die 2. Eskadron des 4. (Preußisches) Reiter-Regiments in Perleberg.

## Kommandeure
| Dienstgrad                  | Name                                               | Datum                                                              |
| --------------------------- | -------------------------------------------------- | ------------------------------------------------------------------ |
| Major/Oberstleutnant/Oberst | August von Krafft                                  | 21. Februar 1815 bis 23. September 1830                            |
| Major/Oberstleutnant/Oberst | Hans von Sydow                                     | 30. März 1832 bis 7. Februar 1840                                  |
| Oberst                      | August von Württemberg                             | 08. Februar 1840 bis 30. März 1844                                 |
| Oberstleutnant/Oberst       | Ferdinand von Bischoffwerder                       | 30. März 1844 bis 14. Oktober 1848                                 |
| Major/Oberstleutnant/Oberst | Adolf Lauer von Münchhofen                         | 14. Oktober 1848 bis 19. Juli 1854                                 |
| Oberst                      | Wilhelm Messerschmidt von Arnim                    | 20. Juli 1854 bis 21. Oktober 1856                                 |
| Major                       | Julius von der Schulenburg                         | 22. Oktober 1856 bis 18. Februar 1857 (mit der Führung beauftragt) |
| Major/Oberstleutnant        | Julius von der Schulenburg                         | 19. Februar 1857 bis 24. März 1858                                 |
| Major                       | Albert von Rheinbaben                              | 25. März 1858 bis 28. Januar 1863                                  |
| Major                       | Ludwig von Stenglin                                | 29. Januar bis 22. April 1863                                      |
| Major                       | Hermann von Lüderitz                               | 23. April bis 21. September 1863 (mit der Führung beauftragt)      |
| Oberstleutnant/Oberst       | Hermann von Lüderitz                               | 22. September 1863 bis 17. Juni 1869                               |
|                             | Georg von Brandenstein                             | 18. Juni 1869 bis 11. Juli 1873                                    |
| Oberstleutnant/Oberst       | Theodor von Locquenghien                           | 12. Juli 1873 bis 8. November 1880                                 |
|                             | Georg von Arnim                                    | 09. November 1880 bis 2. November 1881                             |
| Major                       | Ludwig von Ostau                                   | 03. November 1881 bis 12. März 1884                                |
| Oberstleutnant/Oberst       | Clemens von Fürstenberg-Borbeck                    | 13. März 1884 bis 18. Februar 1889                                 |
|                             | Eduard zu Salm-Horstmar                            | 19. Februar 1889 bis 13. Mai 1890                                  |
|                             | Jaroslaw von Rothkirch und Panthen                 | 14. Mai 1890 bis 6. Februar 1893                                   |
|                             | Arthur von Klinckowström                           | 07. Februar 1893 bis 16. Juni 1897                                 |
|                             | Wilhelm von Hohenau                                | 17. Juni 1897 bis 9. Juni 1899                                     |
|                             | Hans von Kramsta                                   | 10. Juni 1899 bis 13. September 1900                               |
|                             | Bruno von Schwerin                                 | 14. September 1900 bis 21. April 1902                              |
|                             | Paul von Seeler                                    | 22. April 1902 bis 19. November 1903                               |
| Oberstleutnant/Oberst       | Albert zu Schleswig-Holstein-Sonderburg-Glücksburg | 20. November 1903 bis 26. Januar 1909                              |
|                             | August von Cramon                                  | 27. Januar 1909 bis 26. Januar 1912                                |
| Oberstleutnant              | Heribert von Spee                                  | 27. Januar 1912 bis 19. September 1916                             |

## Uniform
Bis 1912 wurden auch im Felde ein weißer Koller und weiße Stiefelhosen getragen. Offiziere waren mit Epauletten, Unteroffiziere und Mannschaften mit Schulterklappen ausgestattet. Dazu kamen schwarze Kürassierstiefel (sogenannte Kanonenstiefel) und der Kürassierhelm aus Tombak mit neusilbernen Abzeichen sowie ein weißes Bandelier mit schwarzer Kartusche. Bei Paraden wurde zusätzlich ein zweiteiliger, mit Messingplatten belegter, eiserner Kürass angelegt. Auf dem Helm befand sich vorn der Gardestern. (Die Musiker führten anstelle der Spitze einen roten Rosshaarbusch). Zum normalen Dienst trugen die Kürassiere einen dunkelblauen Waffenrock. Als Gesellschaftsuniform war dieser bei Offizieren mit Epauletten und Fransen ausgestattet. Dazu gehörte eine weiße Schirmmütze mit blauem Besatzstreifen.
Die Abzeichenfarbe auf den schwedischen Aufschlägen und dem Kragen war blau, die Epaulettenfeldern waren weiß, die Knöpfe und Borten in Silber.
Zur Gala wurde ein ponceauroter Waffenrock getragen.
Gemäß A.O.K.-Erlass vom 14. Februar 1907 wurde ab den Jahren 1909/10 für den Felddienst die feldgraue Uniform M 1910 eingeführt. Bei dieser Uniform war das Riemenzeug und die Stiefel naturbraun, der Helm wurde von einem schilffarbenen Überzug verdeckt. Bandelier und Kartusche wurden nicht mehr getragen.